# Leichtathletik-Weltmeisterschaften 2011/Teilnehmer (Ungarn)
| Gelbes Symbol für Goldmedaillen mit stilisierten Olympischen Ringen | Graues Symbol für Silbermedaillen mit stilisierten Olympischen Ringen | Braundes Symbol für Bronzemedaillen mit stilisierten Olympischen Ringen |
| ------------------------------------------------------------------- | --------------------------------------------------------------------- | ----------------------------------------------------------------------- |
| —                                                                   | 1                                                                     | —                                                                       |

Der ungarische Leichtathletik-Verband stellte bei den Leichtathletik-Weltmeisterschaften 2011 im koreanischen Daegu 12 Teilnehmer.

## Ergebnisse

### Männer

#### Laufdisziplinen
| Athlet      | Disziplin    | Vorlauf     | Vorlauf | Halbfinale    | Halbfinale    | Finale        | Finale        |
| Athlet      | Disziplin    | Zeit        | Platz   | Zeit          | Platz         | Zeit          | Platz         |
| ----------- | ------------ | ----------- | ------- | ------------- | ------------- | ------------- | ------------- |
| Tamás Kazi  | 800 m        | 1:48,29 min | 31      | 1:46,53 min   | 16            | ausgeschieden | ausgeschieden |
| Balázs Baji | 110 m Hürden | 14,08 s     | 30      | ausgeschieden | ausgeschieden | ausgeschieden | ausgeschieden |

#### Sprung/Wurf
| Athlet         | Disziplin   | Qualifikation | Qualifikation | Finale        | Finale        |
| Athlet         | Disziplin   | Weite/Höhe    | Platz         | Weite/Höhe    | Platz         |
| -------------- | ----------- | ------------- | ------------- | ------------- | ------------- |
| Lajos Kürthy   | Kugelstoßen | 20,02 m       | 13            | ausgeschieden | ausgeschieden |
| Róbert Fazekas | Diskuswurf  | NMW           | NMW           | ausgeschieden | ausgeschieden |
| Zoltán Kővágó  | Diskuswurf  | 62,16 m       | 15            | ausgeschieden | ausgeschieden |
| Kristóf Németh | Hammerwurf  | 74,09 m       | 16            | ausgeschieden | ausgeschieden |
| Krisztián Pars | Hammerwurf  | 77,21 m       | 4             | 81,18 m       | Silber        |

### Frauen

#### Laufdisziplinen
| Athletin          | Disziplin   | Vorlauf | Vorlauf | Halbfinale | Halbfinale | Finale       | Finale |
| Athletin          | Disziplin   | Zeit    | Platz   | Zeit       | Platz      | Zeit         | Platz  |
| ----------------- | ----------- | ------- | ------- | ---------- | ---------- | ------------ | ------ |
| Krisztina Papp    | 10.000 m    |         |         |            |            | 32:56,02 min | 16     |
| Viktória Madarász | 20 km Gehen |         |         |            |            | DSQ          | DSQ    |

#### Sprung/Wurf
| Athletin     | Disziplin   | Qualifikation | Qualifikation | Finale        | Finale        |
| Athletin     | Disziplin   | Weite/Höhe    | Platz         | Weite/Höhe    | Platz         |
| ------------ | ----------- | ------------- | ------------- | ------------- | ------------- |
| Anita Márton | Kugelstoßen | 17,04 m       | 22            | ausgeschieden | ausgeschieden |
| Éva Orbán    | Hammerwurf  | 68,89 m       | 13            | ausgeschieden | ausgeschieden |

#### Siebenkampf
| Athletin       | Disziplin | 100 m Hürden | Hochsprung | Kugelstoßen | 200 m   | Weitsprung | Speerwurf | 800 m       | Punkte | Platz |
| -------------- | --------- | ------------ | ---------- | ----------- | ------- | ---------- | --------- | ----------- | ------ | ----- |
| Györgyi Farkas | Ergebnis  | 14,32 s      | 1,80 m     | 12,75 m     | 26,35 s | 5,78 m     | 42,15 m   | 2:14,33 min | 5784   | 23    |
| Györgyi Farkas | Punkte    | 934          | 978        | 711         | 767     | 783        | 709       | 902         | 5784   | 23    |